# The Office (serie televisiva 2001)
The Office è una serie televisiva britannica del 2001 creata da Ricky Gervais e Stephen Merchant. Venne trasmessa per due stagioni, tra il 2001 e il 2002, sul canale BBC Two; lo speciale natalizio che conclude la serie, diviso in due parti da un'ora ciascuno, venne trasmesso nel 2003 su BBC One. In Italia viene trasmesso su Jimmy nel 2004 e in chiaro dal 2006 su MTV.
Nel 2004 The Office vinse un Golden Globe come "Miglior serie commedia" e Ricky Gervais ne vinse uno come "Miglior attore in una serie commedia".
La sigla della serie è accompagnata dalla canzone Handbags and Gladrags, arrangiata da Big George e scritta originariamente negli anni sessanta da Mike D’Abo.

## Trama
La serie si svolge a Slough, deprimente città satellite di Londra, in una piccola filiale della "Wernham Hogg", fittizia impresa cartaria. Il programma è privo di risate registrate ed è girato nello stile del mockumentary, un finto documentario in cui i personaggi interagiscono, seppur in maniera limitata, con le telecamere. A tratti lo svolgimento della puntata si incastra con dei monologhi, simili a interviste, degli stessi personaggi.
L'ufficio è diretto da David Brent e dal suo assistente Gareth Keenan, un ex tenente nel Territorial Army. Gran parte del successo dello show deriva dai frequenti tentativi di Brent di guadagnare il favore dei suoi pari o dei suoi sottoposti, generalmente con risultati disastrosi o, quantomeno, imbarazzanti.
Tra gli altri personaggi l'umile e scarsamente interessato Tim Canterbury, la cui relazione con l'annoiata receptionist Dawn Tinsley si protrae per entrambe le serie. I loro flirt diventano pian piano una reciproca attrazione sentimentale, sebbene lei sia fidanzata con Lee, rude operaio del magazzino.

## Personaggi e interpreti
- David Brent (stagioni 1-2), interpretato da Ricky Gervais.
David Brent è il manager degli uffici di Slough della Wernham Hogg. Si considera un eccezionale uomo di successo nel mondo degli affari, oltre che un uomo con talento nella filosofia e nella musica e dotato di un grande senso dell'umorismo. Sebbene si creda amichevole, divertente e benvoluto è, in realtà, meschino, pomposo e ipocrita. Il suo comportamento immaturo si rende evidente quando, mentre gironzola intorno alla telecamera, racconta barzellette che non fanno ridere, parla con frasi fatte e, spesso, si caccia nei guai a causa della sua abitudine di parlare senza pensare. Nonostante pretenda di essere un uomo moderno e politicamente corretto, David Brent fa spesso mostra di un atteggiamento paternalistico e talvolta offensivo verso le donne, le minoranze etniche, gli omosessuali e i disabili.
- Tim Canterbury (stagioni 1-2), interpretato da Martin Freeman.
Tim lavora come responsabile delle vendite alla Wernham Hogg. Diversamente da Brent, Tim è modesto e simpatico. Le sue arguzie e la sua affabilità lo rendono uno dei personaggi più gradevoli della serie. La sua vita però è insoddisfacente e, a trent'anni, vive ancora con i genitori, mentre considera il suo lavoro totalmente privo di utilità. Sebbene desideri lasciare la Wernham Hogg per seguire le sue più alte aspirazioni, la sua insicurezza gli impedisce di intraprendere qualsiasi azione significativa. Costretto in questo grigiume, mantiene viva la sua sanità mentale inseguendo un'infruttuosa storia d'amore con Dawn e facendo scherzi a Gareth.
- Gareth Keenan (stagioni 1-2), interpretato da Mackenzie Crook.
Gareth è il nemico e incompetente compagno di scrivania di Tim. Diversamente da lui, Gareth è pignolo e privo di qualsivoglia senso dello humour. È ossessionato dalla violenza militare e dal suo servizio nel Territorial Army. Inoltre infastidisce continuamente Tim con commenti ridicoli e pretenziosi. Si vanta di essere un Team Leader, senza comprendere che il suo titolo è per lo più privo di significato, imponendo la sua scarsa autorità sui suoi collaboratori. Come David, Gareth è arrogante, pesante e banale.
- Dawn Tinsley (stagioni 1-2), interpretata da Lucy Davis.
Dawn è la receptionist della Wernham Hogg, svolge gli incarichi più umili per conto di David, il quale la tortura con i suoi tentativi di fare dell'umorismo e di interagire socialmente con lei. Come il suo amico Tim, è consapevole della tristezza della sua vita insoddisfacente ed ha smesso di illustrare libri per bambini per svolgere questo lavoro infruttuoso. È fidanzata da molto tempo con Lee, il rozzo e burbero facchino della società.

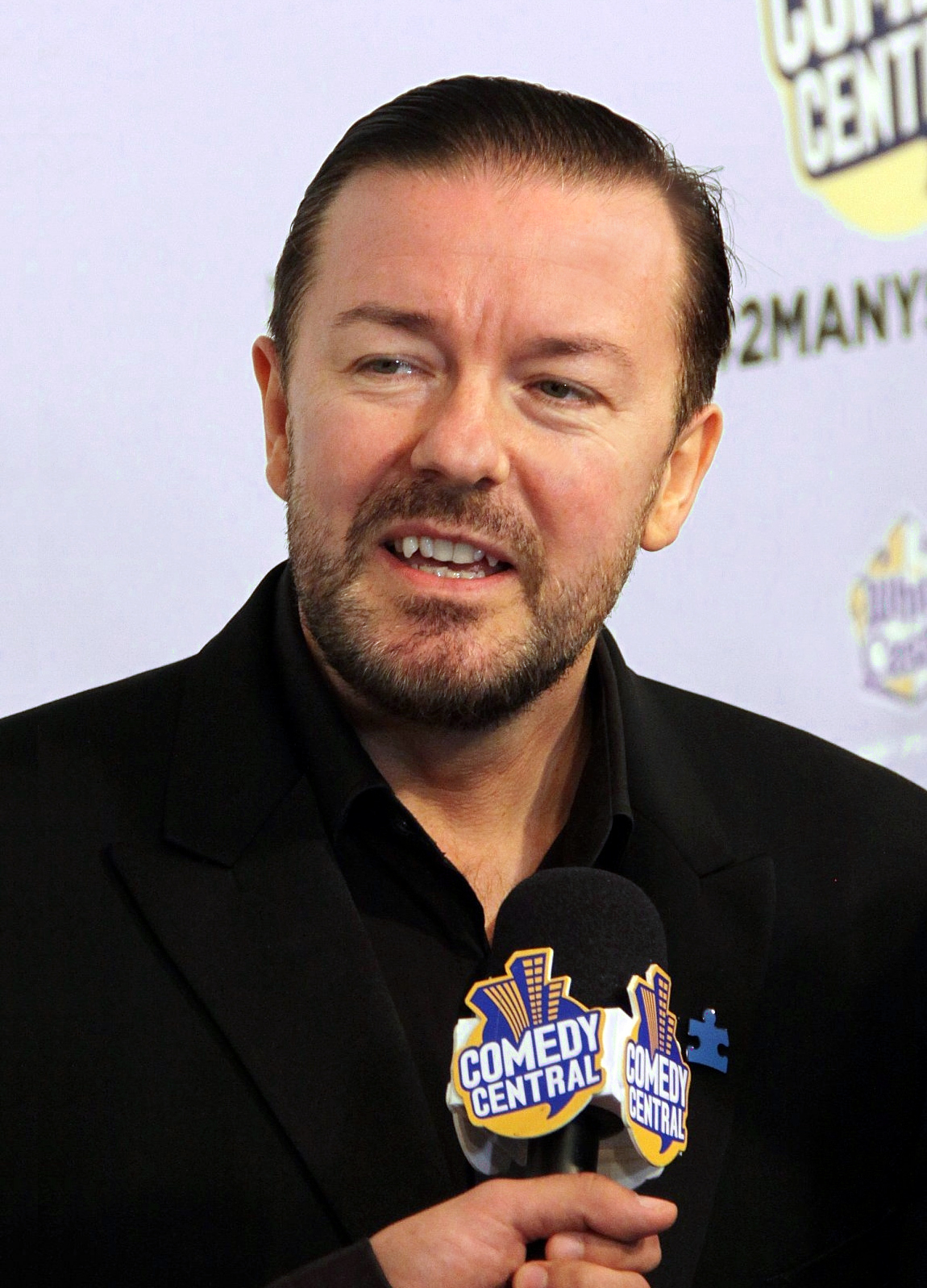
Ricky Gervais interpreta David Brent
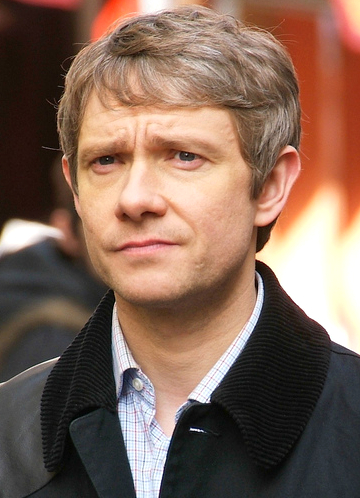
Martin Freeman interpreta Tim Canterbury
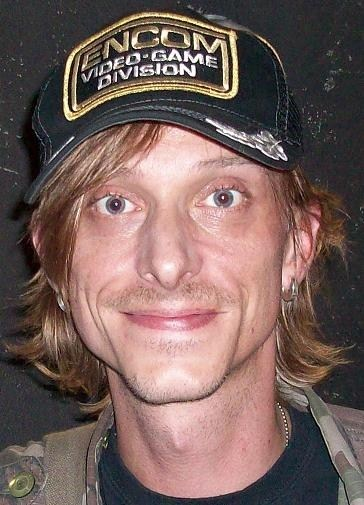
Mackenzie Crook interpreta Gareth Keenan

## Episodi
| Stagione          | Episodi | Prima TV UK | Prima TV Italia |
| ----------------- | ------- | ----------- | --------------- |
| Prima stagione    | 6       | 2001        | 2004            |
| Seconda stagione  | 6       | 2002        | 2004            |
| Speciali natalizi | 2       | 2003        | 2004            |

## Riconoscimenti
Nel gennaio 2004 The Office vinse il Golden Globe come Miglior serie televisiva, musical o comedy, battendo, tra gli altri, Sex and the City e Will & Grace. È stata l'unica serie comica inglese ad essere nominata per il premio in venticinque anni, e l'unica a vincerne uno. Ricky Gervais ha inoltre vinto il premio per la Miglior performance di un attore in una serie televisiva, musical o comedy.
Nel 2005, inoltre, gli speciali conclusivi della serie sono stati nominati per due Emmy nelle categorie Outstanding made for television movie e Outstanding writing for a miniseries, movie or a dramatic special.

## Opere derivate
Nel 2016 Ricky Gervais realizza per la Entertainment One David Brent: Life on the Road, un film in cui David Brent lascia il lavoro per seguire il suo vecchio sogno di essere una rock star auto producendosi un tour.
Il film è stato un flop al cinema ma ha avuto sorte migliore nella distribuzione mondiale su Netflix nel 2017.

## Remake
Nel 2005 venne lanciato l'omonimo remake statunitense, trasmesso dalla NBC e interpretato da Steve Carell. Ricky Gervais compare inoltre in due camei nella settima stagione.
| Paese           | Titolo        | Rete televisiva                                    | Messa in onda originale             |
| --------------- | ------------- | -------------------------------------------------- | ----------------------------------- |
| Australia       | The Office    | Prime Video                                        | 18 ottobre 2024                     |
| Brasile         | The Asponez   | Rede Globo                                         | 5 novembre 2004 – 17 dicembre 2004  |
| Canada          | La Job        | Bell Satellite TV, Ici Radio-Canada Télé, Ici ARTV | 9 ottobre 2006 – 1º gennaio 2007    |
| Cile            | La ofis       | Canal 13                                           | 6 agosto 2008 – 22 novembre 2008    |
| Repubblica Ceca | Kancl         | ČT1                                                | 1º dicembre 2014 – 17 dicembre 2014 |
| Finlandia       | Konttori      | Nelonen                                            | 3 marzo 2017 – 15 febbraio 2019     |
| Francia         | Le Bureau     | Canal+                                             | 25 maggio 2006 – 30 giugno 2006     |
| India           | The Office    | Hotstar                                            | 28 giugno 2019 – 15 settembre 2019  |
| Israele         | HaMisrad      | yes Comedy                                         | 10 agosto 2010 – 3 ottobre 2013     |
| Polonia         | The Office PL | Canal+                                             | 22 ottobre 2021 – 24 novembre 2023  |
| Arabia Saudita  | Al Maktab     | MBC                                                | 28 ottobre 2022 – 6 gennaio 2023    |
| Svezia          | Kontoret      | TV4                                                | 12 febbraio 2012 – 17 marzo 2013    |
| Regno Unito     | The Office    | BBC Two                                            | 9 luglio 2001 – 27 dicembre 2003    |
| Stati Uniti     | The Office    | NBC                                                | 24 marzo 2005 – 16 maggio 2013      |
| Stati Uniti     | The Paper     | Peacock                                            | TBA                                 |